# Jesús Vallejo
Jesús Vallejo Lázaro (Saragozza, 5 gennaio 1997) è un calciatore spagnolo, difensore dell'Albacete.

## Carriera

### Club

#### Real Saragozza e Real Madrid
Cresciuto nelle giovanili del Real Saragozza, esordisce in prima squadra il 23 agosto 2014, a 17 anni, nella prima giornata di campionato contro il Recreativo Huelva. Alla sua prima annata da professionista totalizza 33 presenze e 1 gol nella seconda divisione spagnola.
Il 31 luglio 2015 viene annunciato il suo passaggio al Real Madrid, che lo gira in prestito per un anno allo stesso Real Saragozza. Nel corso della stagione, nonostante la giovane età, diventa capitano del club.

#### Eintracht Francoforte
Il 12 luglio 2016 viene nuovamente ceduto in prestito annuale, questa volta ai tedeschi dell'Eintracht Francoforte.

#### Ritorno a Madrid e vari prestiti
Tornato al Real Madrid, resta nella rosa dei Blancos per due stagioni, in cui, seppur giocando poco (segnando anche un goal nel successo per 3-2 in Liga del 5 maggio 2019 contro il Villareal), vince la Champions League. In virtù del poco spazio trovato, il 27 luglio 2019 viene ceduto in prestito al Wolverhampton.
Con gli inglesi gioca molto poco, tanto che a fine anno torna dal prestito, per poi venire nuovamente ceduto a titolo temporaneo, questa volta al Granada. Rientra a fine prestito al Real e, nonostante il suo impiego ridotto, a fine stagione conquista il campionato e la sua seconda Champions League nuovamente contro il Liverpool. Il 15 luglio 2023, dopo un biennio in cui ha giocato poco a Madrid, fa ritorno al Granada con la formula del prestito.

### Nazionale
Nell'estate 2015 è il capitano della Nazionale Under-19 spagnola vincitrice all'Europeo di categoria. Dallo stesso anno fa parte della selezione Under-21, con la quale si impone, ancora da capitano, nell'Europeo di categoria del 2019.

## Statistiche

### Presenze e reti nei club
Statistiche aggiornate al 4 giugno 2023.
| Stagione              | Squadra               | Campionato            | Campionato | Campionato | Coppa nazionale | Coppa nazionale | Coppa nazionale | Coppe continentali | Coppe continentali | Coppe continentali | Altre coppe | Altre coppe | Altre coppe | Totale | Totale |
| Stagione              | Squadra               | Comp                  | Pres       | Reti       | Comp            | Pres            | Reti            | Comp               | Pres               | Reti               | Comp        | Pres        | Reti        | Pres   | Reti   |
| --------------------- | --------------------- | --------------------- | ---------- | ---------- | --------------- | --------------- | --------------- | ------------------ | ------------------ | ------------------ | ----------- | ----------- | ----------- | ------ | ------ |
| 2014-2015             | Real Saragozza        | SD                    | 30+4       | 1+0        | CR              | 0               | 0               | -                  | -                  | -                  | -           | -           | -           | 34     | 1      |
| 2015-2016             | Real Saragozza        | SD                    | 20         | 0          | CR              | 0               | 0               | -                  | -                  | -                  | -           | -           | -           | 20     | 0      |
| Totale Real Saragozza | Totale Real Saragozza | Totale Real Saragozza | 50+4       | 1+0        |                 | 0               | 0               |                    | -                  | -                  |             | -           | -           | 54     | 1      |
| 2016-2017             | Eintracht Francoforte | BL                    | 25         | 1          | CG              | 2               | 0               | -                  | -                  | -                  | -           | -           | -           | 27     | 1      |
| 2017-2018             | Real Madrid           | PD                    | 7          | 0          | CR              | 4               | 0               | UCL                | 1                  | 0                  | SU+SS+Cmc   | 0           | 0           | 12     | 0      |
| 2018-2019             | Real Madrid           | PD                    | 5          | 1          | CR              | 1               | 0               | UCL                | 1                  | 0                  | SU+Cmc      | 0           | 0           | 7      | 1      |
| 2019-gen. 2020        | Wolverhampton         | PL                    | 2          | 0          | FACup+CdL       | 0+2             | 0               | UEL                | 3                  | 0                  | -           | -           | -           | 7      | 0      |
| gen.-lug. 2020        | Granada               | PD                    | 11         | 0          | CR              | 3               | 0               | -                  | -                  | -                  | -           | -           | -           | 14     | 0      |
| 2020-2021             | Granada               | PD                    | 18         | 0          | CR              | 4               | 0               | UEL                | 10                 | 0                  | -           | -           | -           | 32     | 0      |
| 2021-2022             | Real Madrid           | PD                    | 5          | 0          | CR              | 1               | 0               | UCL                | 2                  | 0                  | SS          | 0           | 0           | 8      | 0      |
| 2022-2023             | Real Madrid           | PD                    | 1          | 0          | CR              | 1               | 0               | UCL                | 1                  | 0                  | SS+SU+Cmc   | 0+0+1       | 0           | 4      | 0      |
| Totale Real Madrid    | Totale Real Madrid    | Totale Real Madrid    | 18         | 1          |                 | 7               | 0               |                    | 5                  | 0                  |             | 1           | 0           | 31     | 1      |
| 2023-2024             | Granada               | PD                    | 3          | 0          | CR              | 0               | 0               | -                  | -                  | -                  | -           | -           | -           | 3      | 0      |
| Totale Granada        | Totale Granada        | Totale Granada        | 32         | 0          |                 | 7               | 0               |                    | 10                 | 0                  |             | -           | -           | 49     | 0      |
| Totale carriera       | Totale carriera       | Totale carriera       | 130        | 3          |                 | 18              | 0               |                    | 18                 | 0                  |             | 1           | 0           | 168    | 3      |

## Palmarès

### Club

#### Competizioni nazionali
- Supercoppa di Spagna: 1

Real Madrid: 2022
- Coppa di Spagna: 1

Real Madrid: 2022-2023
- Campionato spagnolo: 1

Real Madrid: 2021-2022

#### Competizioni internazionali
- Coppa del mondo per club: 3

Real Madrid: 2017, 2018, 2022
- UEFA Champions League: 2

Real Madrid: 2017-2018, 2021-2022
- Supercoppa UEFA: 2

Real Madrid: 2022, 2024
- Coppa Intercontinentale FIFA: 1  (record)

Real Madrid: 2024

### Nazionale
- Campionato d'Europa Under-19: 1

2015
- Campionato d'Europa Under-21: 1

2019
- Argento olimpico: 1

Tokyo 2020

### Individuale
- Squadra del torneo degli Europei Under-21: 1

Italia-San Marino 2019